# Rechenburk
Rechenburk (někdy též Rechemberk) je zaniklý hrad mezi Horním Starým Městem a Libčí v Trutnově v Královéhradeckém kraji. Existoval po krátkou dobu ve druhé polovině třináctého století, kdy ho jako mocenský opěrný bod postavili páni ze Švábenic.

## Historie
Hrad, jehož název je odvozen z osobního jména Hrabiše, založili ve druhé polovině třináctého století jako svůj opěrný bod páni ze Švábenic spříznění s Hrabišici, kteří v této době kolonizovali Trutnovsko. Zanikl poté, co Švábenicové na přelomu třináctého a čtrnáctého století Trutnovsko opustili. Hrad zřejmě neměl rezidenční funkci, ale sloužil jako opěrný bod při kolonizačních aktivitách na hranici mezi Čechami a Slezskem. Podobný účel a charakter zástavby měl pravděpodobně také nedaleký hrad na Zámeckém vrchu u Trutnova.
Dobu existence hradu potvrdila keramika nalezená během archeologických výzkumů provedených v sedmdesátých letech dvacátého století. Kromě ní byly v areálu hradu nalezeny dva železné hřeby.

## Stavební podoba
Jednodílný hrad byl asi 120 metrů dlouhý a 40–60 metrů široký. Přístupnou jihozápadní stranu přetíná trojitý příkop a val. Za nimi se nacházelo okrouhlé hradní jádro, ve kterém byla archeologicky doložena stavba postavená na podezdívce z nasucho kladených kamenů. Měla nejspíše věžovitý charakter a představovala hlavní budovu. Ve vnitřním příkopu bývala ve skále vytesaná cisterna. Další, na sucho stavěná, podezdívka byla odkryta po obvodu hradního jádra. Zadní část hradu na severovýchodní straně od jádra odděloval další příkop.